# Zack Steffen
Zackary Thomas Steffen (* 2. dubna 1995 Coatesville) je americký profesionální fotbalový brankář, který chytá za anglický klub Manchester City FC a za americký národní tým.

## Klubová kariéra
V prosinci 2014 se dohodl na smlouvě s německým bundesligovým týmem SC Freiburg. V klubu ale odchytal jen 14 zápasů za B-tým a zamířil zpět do USA, kde se dohodl na angažmá s Columbusem.
V roce 2018 byl Steffen vyhlášen nejlepším brankářem americké soutěže Major League Soccer.
V létě 2019 jej získal anglický Manchester City; z Columbusu přišel do Premier League za odhadovaných sedm milionů liber. Následně odešel na hostování do německého klubu Fortuna Düsseldorf.
V listopadu 2021 podepsal Steffen novou dlouhodobou smlouvu s Manchesterem City. Kontrakt bude platit do léta 2025.
V červenci 2022 zamířil na roční hostování bez opce do Middlesbrough.

## Reprezentační kariéra
Hrál za reprezentační výběr USA do 20 let. Od roku 2018 je brankářskou jedničkou seniorské reprezentace.